# Заклинский, Роман Игнатьевич
Роман Игнатьевич Заклинский (укр. Роман Гнатович Заклинський; 8 апреля 1852, Мариямполь — 20 марта 1931) — украинский писатель.
Преподаватель Львовской учительской семинарии; издал во Львове в 1887 первую часть «Географии Руси» (Русь галицкая, буковинская и угорская), где, помимо описания физической географии и административного устройства, приведены исторические и этнографические данные, а также сведения об образовании и экономической жизни. Заклинский предпринял попытку обосновать галицкую локализацию упомянутого в «Слове о полку Игореве» Плеснеска.
Имел девять сыновей, трое из которых стали публицистами.